# منتخب أستراليا لكرة الصالات
منتخب أستراليا الوطني لكرة قدم الصالات (بالإنجليزية: Australia national futsal team)‏ هو ممثل أستراليا الرسمي في المنافسات الدولية في كرة الصالات .